# The Silent Plea
The Silent Plea è un cortometraggio muto del 1915 diretto da Lionel Belmore.

## Produzione
Il film fu prodotto dalla Vitagraph Company of America (con il nome a Broadway Star Feature).

## Distribuzione
Distribuito dalla General Film Company, il film - un cortometraggio in tre bobine - uscì nelle sale cinematografiche statunitensi il 2 marzo 1915 dopo una prima tenuta a New York il 10 gennaio.